# Liste der Hochschulen in Katowice

Dies ist eine Liste der Universitäten und Hochschulen in Kattowitz:

## Staatliche Universitäten
|   | Universität                        | Gründungsjahr | Studentenzahl |
| - | ---------------------------------- | ------------- | ------------- |
| 1 | Schlesische Universität Kattowitz  | 1968          | keine Angaben |
| 2 | Schlesische Technische Universität | 1945          | keine Angaben |

## Private Universitäten
- Universität SWPS (SWPS Uniwersytet Humanistycznospołeczny) (16.000 Studenten), 1996 gegründet

## Staatliche Hochschulen
- Wirtschaftsakademie Kattowitz (Akademia Ekonomiczna w Katowicach)
- Musikakademie Kattowitz
- Kunstakademie Kattowitz (Akademia Sztuk Pieknych)
- Sporthochschule Kattowitz
- Schlesische Medizinische Universität Kattowitz

## Private Hochschulen
- Wyższa Szkoła Technologii Informatycznych
- Wyższa Szkoła Zarządzania Marketingowego i Języków Obcych
- Wyższa Szkoła Zarządzania Ochroną Pracy
- Wyższa Szkoła Umiejętności Społecznych in Posen, wydział zamiejscowy w Katowicach
- Wyższe Seminarium Duchowne OO. Franciszkanów w Katowicach - Panewnikach
- Handelshochschule Kattowitz (Górnośląska Wyższa Szkoła Handlowa im. Wojciecha Korfantego)
- Hochschule für Informatik (Śląska Wyższa Szkoła Informatyki)
- Hochschule für Verwaltung (Śląska Wyższa Szkoła Zarządzania im. Gen. Jerzego Ziętka)
- Hochschule für Banken und Finanzen (Wyższa Szkoła Bankowości i Finansów)
- Humanistische Hochschule (Wyższa Szkoła Humanistyczna)
- Wyższa Szkoła Pedagogiczna Towarzystwa Wiedzy Powszechnej w Warszawie - Instytut Pedagogiki
- Technische Hochschule Kattowitz (Wyższa Szkoła Techniczna)